# International Airstrike
International Airstrike is een professioneel worstel tag team dat actief is in de WWE op SmackDown. De leden van het team zijn Tyson Kidd en Justin Gabriel.

## Geschiedenis
In de WWE Superstars-aflevering van 29 maart 2012, nadat Justin Gabriel Tyson Kidd versloeg in een een-op-eenmatch, schudden ze elkaars hand en besloten ze om een tag team te vormen. Op WrestleMania XXVIII debuteerden ze als tag team voor het WWE Tag Team Championship in een triple threat tag team match waaraan ook Primo en Epico en The Usos deelnamen. Ze waren niet succesvol en wonnen geen titels. Tijdens de match liep Gabriel een elleboogblessure op.
In de NXT Redemption-aflevering van 6 juni 2012 kwam het team weer bij elkaar en versloeg het team Heath Slater en Johnny Curtis.
De naam International Airstrike werd op 28 augustus 2012 gekozen door de WWE-fans via "Tout" en "Twitter", omdat Kidd een Canadese en Gabriel een Zuid-Afrikaanse worstelaar is. In de SmackDown-aflevering van 31 augustus 2012 leed het duo hun eerste verlies tegen de Prime Time Players.

## In het worstelen
- Finishers
  - Tyson Kidd
    - Dungeon Lock
    - Diving blockbuster

  - Justin Gabriel finishing moves
    - 450° splash
- Entree thema's
  - "The Rising" van Jan Cyrka & Tony Bricheno (1 april 2012 – heden)